# 崔宇根
崔宇根（：／ Choi U-geun，1926年9月18日—2022年9月20日），男，本贯江陵崔氏，大韩民国政治人物，曾任国会议员。

## 生平
1926年生于江原道溟州郡（现江陵市）注文津邑注文里。1947年毕业于国防警备军官学校（现陆军士官学校）第三期，后在首都防卫司令部任职。1965年至1970年，担任首都警备司令官。1972年至1975年，担任陆军士官学校校长。1976年至1980年，担任大韩民国国会议员。1990年至1995年，曾任韩国东部建设集团董事长、江原旅客公司董事长等职。2022年9月20日逝世。